# The Rolling Bridge
The Rolling Bridge is kinetische kunst, het is een unieke beweegbare voetgangersbrug die opgerold kan worden  (of opkrult). De brug is een onderdeel van het Grand Union Canal office and retail development project nabij station Paddington Basin, Londen.
De opkrulbare brug is een beweegbare brug. De brug opent door rotatie om de as die haaks ligt op het brugdek. In 2004 werd de eerste overspanning, die volgens dit systeem is gebouwd, voltooid in Londen, Verenigd Koninkrijk. Het type is een vinding van de Engelse ontwerper Thomas Heatherwick.
In het brugdek zitten acht scharnieren. De leuning van de brug bestaat uit acht trapezoïden en acht driehoeken. Opvolgend is aan de trapezoïde een driehoek verbonden en aan de driehoek een trapezoïde. De driehoek is opgedeeld in twee kleinere driehoeken, doordat in het midden van de driehoek (van boven naar onder) een hydraulische cilinder is geplaatst. De brug gaat open doordat de hydraulische cilinder de bovenkant van de driehoek omhoog duwt. Op deze manier wordt de driehoek smaller, en als gevolg daarvan zal de brug zich opkrullen en daardoor open gaan.
afzinkbare brug · basculebrug · draaibrug · hefbrug · kantelbrug · kraanbrug · oorgatbrug · ophaalbrug · opkrulbare brug · opvouwbare brug · pontbrug · pontonbrug · rolbasculebrug · rolbrug · schipbrug · tafelbrug · valbrug · vliegtuigslurf · vlotbrug · zweefbrug